# The Valley (Anguilla)
The Valley is de hoofdplaats van de eilandstaat Anguilla. Het dorp ligt in het binnenland van Anguilla en telde in 2011 1.067 inwoners.

## Bezienswaardigheden
The Valley kent enkele voorbeelden van koloniale architectuur. Het meest opvallende is het plantagehuis Wallblake House, dat gebouwd werd in 1787 en nu als pastorie dient voor de St. Gerard's Church die er naast staat. Een ander plantagehuis is Warden's place uit 1790. Dit pand werd een tijdje gebruikt door de Britse geheime dienst.
The Valley is een kleine bescheiden plaats gebleven en heeft een Europese stijl met een Caraibische tint. Er zijn relatief veel kunstgalerijen. The Strip is een straat met eetgelegenheden en vormt het uitgaanscentrum.
Op Crocus Hill, een heuvel naast het dorp die met zijn 73 meter het hoogste punt van het eiland vormt, zijn de ruïnes van een gevangenis en een gerechtsgebouw te vinden.

## Bereikbaarheid
The Valley is per vliegtuig bereikbaar door het nabijgelegen Clayton J. Lloyd International Airport, het vliegveld van het eiland.

## Sport
Het Ronald Websterpark en het Raymond E. Guishard Technical Centre zijn multifunctionele sportstadions die zich in The Valley bevinden.

## Geboren
- Zharnel Hughes (1995), Brits sprinter

- Gemeinsame Normdatei: 10140873-0
- Library of Congress Control Number: n87840143
- Nationale Bibliotheek van Israël: 987007557857405171
- Virtual International Authority File: 125326066

Blowing Point · East End · Island Harbour · Sandy Ground · The Valley · West End